# جامائیکا (کوئینز)
جامائیکا (به انگلیسی: Jamaica) یک منطقهٔ مسکونی در ایالات متحده آمریکا است که در کویینز واقع شده‌است. جامائیکا ۲۱۷٬۰۰۰ نفر جمعیت دارد.